# J'en ai marre!
"J'en ai marre!" (대략 "나는 지겨워!") 은 알리제의 다섯번째 싱글로 밀렌 파머가 작곡하고 2003년 2월에 발매되었다. 프랑스에서는 4위, 일본에서는 2위를 거두었다.
발매된 곡에는 싱글, 악기 버전이 들어가고 나중에는 3개의 리믹스가 추가되었다. 국제적으로는 "I'm Fed Up!"의 제목으로 올라가고, 일본에서는 음악과 뮤직비디오가 모두 "Mon bain de mousse" ("내 거품 목욕")이라는 제목으로 발매되었다.

## I'm fed up
J'en Ai Marre!는 영문판으로도 출시된 몇 안되는 알리제의 음악들중 하나이다. 노래 전체가 영문으로 다시 녹음되었으며, 제목도 "I'm fed up!"으로 정정되었다.
제목은 대강 "난 그것에 질렸어" 정도로 해석되는데 프랑스어 관용구중 하나이다. Marre는 "지긋지긋함/ 신물남 / 지겨움" 을 의미하고 "J'ai marre de X"의 형태로 자주 사용되어서 "나는 X에 대한 지겨움을 가지고 있다" 정도로 해석될 수 있다. 하지만 노래 제목에서는 "J'ai" 대신 "J'en"을 사용하는데, "En"은 프랑스어에서 '그것' 혹은 '저것' 정도로 해석되어 내포적인 대명사, 문맥에 따라 바뀌는 명사 정도로 사용된다. 그를 통해 프랑스어에서 목적어가 대상에 따라 바뀌고 암시 될 수 있게 되었고 실제로 곡중에서도 J'en ai marre 뒤에 따라오는 명사가 달라진다. 따라서 J'en Ai Marre의 해석은 난 그것에 질렸어 가 되는 것이다. 또한 이런 형태를 통해서 가사 내에서 운율을 만들어내는데 " J'en ris" = "나는 그것에 웃지"라는 내용이 그러하다.

## 수록곡
French CD Single
1. "J'en ai marre !" – 4:35
2. "J'en ai marre !" (Instrumental Mix) – 5:05

French CD maxi single
1. "J'en ai marre !" (Single Version) – 4:35
2. "J'en ai marre !" (Soft Skin Club Mix) – 7:40
3. "J'en ai marre !" (Bubbly Club Remix) – 7:50
4. "J'en ai marre !" (My Goldfish is Under me Remix) – 3:40

French 12" vinyl single
A Side:
1. "J'en ai marre !" (Soft Skin Club Mix) – 7:40

B Side:
1. "J'en ai marre !" (Bubbly Club Remix) – 7:50
2. "J'en ai marre !" (My Goldfish is Under me Remix) – 3:40

## 차트와 판매 성적
| Chart (2003)                     | Peak position |
| -------------------------------- | ------------- |
| Austrian Singles Chart           | 43            |
| Belgian (Flanders) Singles Chart | 18            |
| Belgian (Wallonia) Singles Chart | 5             |
| French Singles Chart             | 4             |
| German Singles Chart             | 21            |
| 헝가리 (라디오 탑 40)            | 40            |
| Italian Singles Chart            | 23            |
| Japan Singles Chart              | 2             |
| Mexican Singles Chart            | 3             |
| Poland (Polish Airplay Charts)   | 5             |
| Swedish Singles Chart            | 57            |
| Swiss Singles Chart              | 5             |
| Taiwan Singles Chart             | 5             |

| 국가                       | 인증 | 판매량/출하량 |
| -------------------------- | ---- | ------------- |
| 벨기에 (BEA)               | 골드 | 25,000*       |
| 프랑스 (SNEP)              | 골드 | 256,000       |
| *판매량을 기반으로 한 인증 |      |               |